# Sint-Michielskerk (Weywertz)

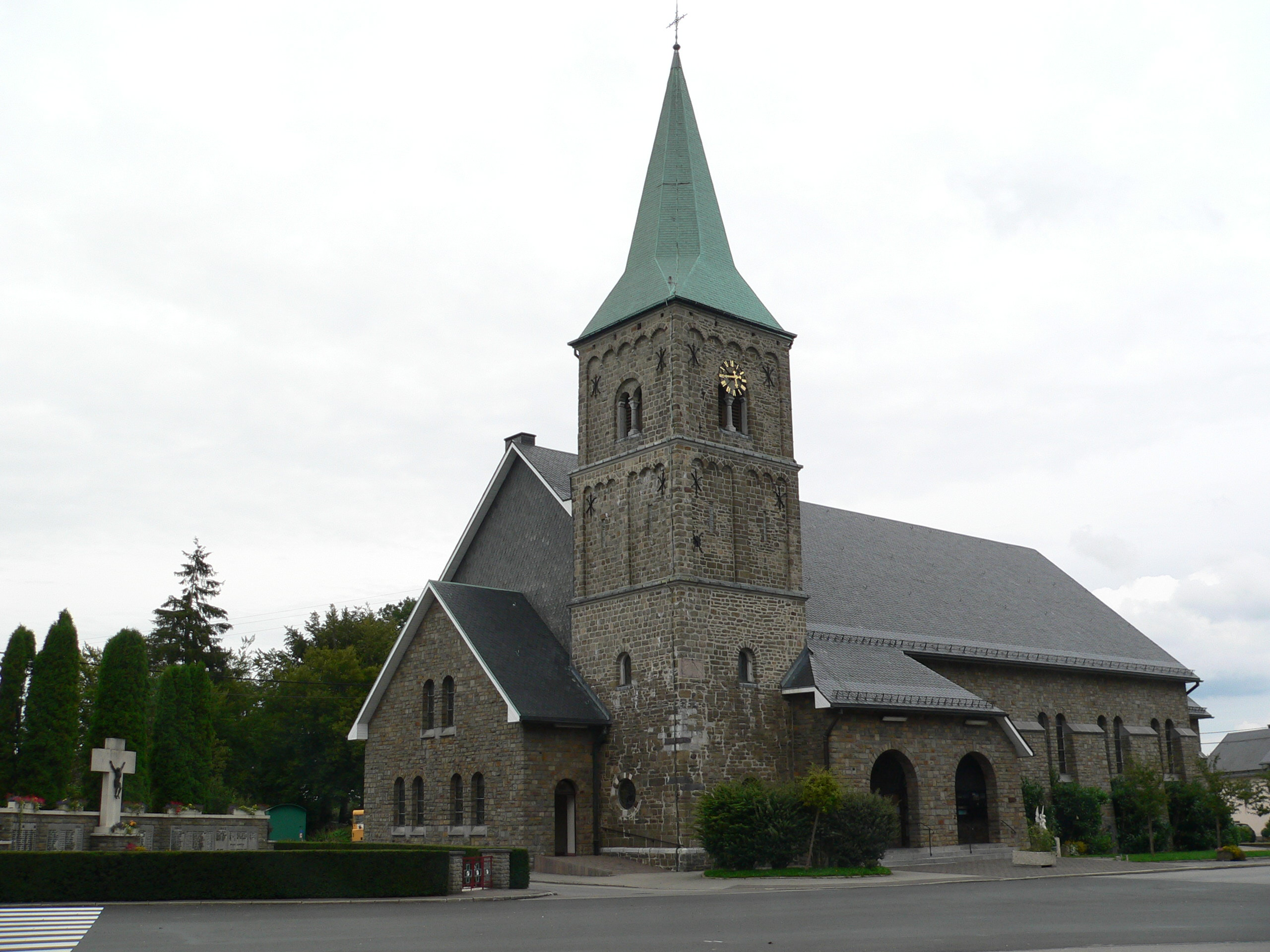
Sint-Michielskerk

De Sint-Michielskerk (Duits: Kirche Sankt Michael) is de parochiekerk van de tot de Luikse gemeente Bütgenbach behorende plaats Weywertz.

## Geschiedenis
In 1668 was sprake van een kapel, welke werd gewijd in 1687, om in 1803 tot parochiekerk te worden verheven. In 1871 werd de kapel geheel herbouwd en kwam er een neoromaanse toren. Deze werd opgenomen in een nieuwe kerk, die in 1959 werd gebouwd naar ontwerp van H. Lange. Het betreft een eenbeukig kerkgebouw met vlak afgesloten koor, opgetrokken in breuksteen.